# Tereftalat de polibutilè
El tereftalat de polibutilè (PBT) és un polímer d'enginyeria termoplàstic que s'utilitza com a aïllant a les indústries elèctrica i electrònica. És un polímer termoplàstic (semi-)cristal·lí i un tipus de polièster. El PBT resisteix els dissolvents, es contrau molt poc durant la formació, és mecànicament fort, és resistent a la calor fins a 150 °C (o 200 °C amb reforç de fibra de vidre) i es pot tractar amb retardants de flama per fer-lo incombustible. Va ser desenvolupat per la Gran Bretanya Imperial Chemical Industries (ICI).
El PBT està estretament relacionat amb altres polièsters termoplàstics. En comparació amb el PET (tereftalat de polietilè), el PBT té una resistència i rigidesa lleugerament inferiors, una resistència a l'impacte lleugerament millor i una temperatura de transició vítrea una mica més baixa. El PBT i el PET són sensibles a l'aigua calenta per sobre de 60 °C (140 °F). El PBT i el PET necessiten protecció UV si s'utilitzen a l'exterior, i la majoria dels graus d'aquests polièsters són inflamables, tot i que es poden utilitzar additius per millorar les propietats d'inflamabilitat i UV.
El PBT es produeix per la polimerització de l'1,4-butandiol i l'àcid tereftàlic.

## Aplicacions
El tereftalat de polibutilè s'utilitza per a carcasses en enginyeria elèctrica, però també en construcció d'automòbils com a connectors d'endoll i a les llars, per exemple, en capçals de dutxa o planxes. També es troba processat en fibres de raspall de dents i pestanyes falses, i s'utilitza en les tecles d'alguns teclats d'ordinador de gamma alta perquè la textura és altament resistent al desgast i el plàstic és menys vulnerable a la degradació ultraviolada i decoloració que l'alternativa ABS convencional.
El PBT també es pot convertir en fil. Aquest té un estirament natural semblant a la Lycra i es pot incorporar a la roba esportiva. A causa de la seva resistència al clor, es troba habitualment en vestits de bany. A més, estudis recents han demostrat que el PBT té propietats UV superiors als teixits basats en PET com el T400.
Els PBT, especialment els graus de fibra de vidre, es poden retardar de manera efectiva amb productes sense halògens. En aquests polímers ignífugs s'utilitzen sistemes ignífugs basats en fòsfor i es basen en dietil fosfinat d'alumini i sinergistes. Estan dissenyats per complir les proves d'inflamabilitat UL 94, així com les proves d'ignició de filferro incandescent (GWIT), la prova d'inflamabilitat de filferro incandescent (GWFI) i l'índex de seguiment comparatiu (CTI). Les principals aplicacions es troben a la indústria elèctrica i electrònica (E&E).

## Productors
- Novaduran (Mitsubishi Chemical Group)
- Celanex (Celanese)
- Crastin (Celanese)
- Anjacom (almaak international GmbH)
- Arnite (DSM)
- Duranex PBT (poliplàstics)
- Dylox (Hoffmann + Voss GmbH)
- Kebater (BARLOG plastics GmbH)
- Més tard (LATI)
- Pocan (Lanxess)
- Precite (AKRO)
- Rialox (RIA-Polymers GmbH)
- Schuladur (A. Schulman)
- Ultradur (BASF)
- Valox (Sabic Innovative Plastics)
- Vestodur (Evonik Industries AG)
- Badadur PBT (Bada AG)
- Bergadur (PolyOne Th. Bergmann GmbH)
- Longlite (Chang Chun Plastics Co Ltd)